# Lista portów lotniczych w Turkmenistanie
Lista portów lotniczych w Turkmenistanie, ułożonych alfabetycznie.
| Położenie    | ICAO | IATA | NAZWA LOTNISKA             |
| Aszchabad    | UTAA | ASB  | Port lotniczy Aszchabad    |
| Balkanabat   |      |      | Port lotniczy Balkanabat   |
| Daszoguz     | UTAT | TAZ  | Port lotniczy Daszoguz     |
| Garabogaz    |      |      | Port lotniczy Garabogaz    |
| Magdanly     |      |      | Port lotniczy Gowurdak     |
| Hazar        |      |      | Port lotniczy Hazar Wschód |
| Jangadża     |      |      | Port lotniczy Jangadża     |
| Kerki        | UTAE | KEA  | Port lotniczy Kerki        |
| Mary         | UTAM | MYP  | Port lotniczy Mary         |
| Amu-Daria    |      |      | Port lotniczy Pitniak      |
| Türkmenabat  | UTAV | CRZ  | Port lotniczy Türkmenabat  |
| Turkmenbaszy | UTAK | KRW  | Port lotniczy Turkmenbaszy |